# You Can't Stop the Girl
«You Can't Stop the Girl» es una canción de la cantante y compositora estadounidense Bebe Rexha. Se lanzó como sencillo el 20 de septiembre de 2019, para la banda sonora de la película de Walt Disney Pictures Maleficent: Mistress of Evil. La pista fue escrita por Bebe Rexha, Aaron Huffman, Evan Sult, Jeff Lin, Michael Pollack, Nate Cyphert, Sean Nelson y The Futuristics.

## Antecedentes y lanzamiento
Rexha anunció el sencillo el 17 de septiembre de 2019 mediante sus redes sociales, luego de un fragmento lanzado el día anterior. Se estrenó el 20 de septiembre de 2019, como el tema principal de la banda sonora Maleficent: Mistress of Evil (2019). Se enviará a las radios estadounidenses el 23 de septiembre del mismo año.
La pista fue escrita por Rexha, Aaron Huffman, Evan Sult, Jeff Lin, Michael Pollack, Nate Cyphert, Sean Nelson y The Futuristics, mientras que la producción fue llevada a cabo por este último.

## Crítica y recepción
Claire Shaffer de Rolling Stone comentó que «You Can't Stop the Girl» "es un himno clásico de empoderamiento de chicas, que gira entorno a la película", además señala que el tema permite que Rexha muestre su impresionante capacidad vocal.

## Vídeo musical
El video musical de «You Can't Stop the Girl» será dirigido por Sophie Muller.

## Lista de ediciones
- Descarga digital[13]

| N.º | Título                                                                              | Duración |  |
| 1.  | «You Can't Stop the Girl» ((From Disney's "Maleficent: Mistress of Evil") - Single) | 2:38     |  |

## Créditos y personal
Créditos adaptados de Tidal.
- Bebe Rexha - vocales, composición
- The Futuristics - composición, producción
- Aaron Huffman - composición
- Evan Sult - composición
- Jeff Lin - composición
- Micheal Pollack - composición
- Nate Cyphert - composición
- Sean Nelson - composición
- Randy Merrill - maestro de ingeniería
- Manny Marroquin - mezclador

## Posicionamiento en listas
| Listas (2019)                      | Mejor posición |
| ---------------------------------- | -------------- |
| Estados Unidos (Adult Top 40)      | 34             |
| Estados Unidos (Mainstream Top 40) | 40             |
| Nueva Zelanda Hot Singles (RMNZ)   | 31             |

## Historial de lanzamiento
| País           | Fecha                    | Formato                      | Discográfica   | Ref    |
| -------------- | ------------------------ | ---------------------------- | -------------- | ------ |
| Varios         | 20 de septiembre de 2019 | Descarga digital y Streaming | Warner Records | [ 14 ] |
| Estados Unidos | 23 de septiembre de 2019 | Radio Hot adult contemporary | Warner Records | [ 9 ]  |